# Remedius Prutky
Remedius Prutky (Kopidlo, 2 janvier 1713 - Florence, 9 février 1770) est un religieux franciscain originaire de Bohême, missionnaire en Égypte, en Éthiopie et en Arabie. 

## Biographie
Il fait des études de médecine à Prague puis entre chez les Franciscains en 1735. Après un voyage à Rome, il arrive au Caire en juillet 1750. Il se rend alors à Girga où il enseigne les Coptes. 
En mai 1751, Iyasu II, roi d'Éthiopie, demande la venue à sa cour de missionnaires chrétiens. Remedius Prutky y est alors envoyé avec deux autres prêtres, Paul d'Agnona et Paul d'Alep. Ils quittent Le Caire en août 1751 pour joindre Gondar qu'ils atteignent en mars 1752. 
Pendant les trois mois durant lesquels il y vit, Prutky explore le pays. Il doit le quitter en décembre, à la suite de désaccords avec le clergé éthiopien. 
Il part alors avec Paul d'Agnona, suit la caravane de Massawa et atteint Moka (dans l'actuel Yémen). De là, les deux hommes joignent Pondichéry en bateau, puis regagnent l'Europe. Ils passent par la Bretagne et arrivent à Rome en juillet 1754. 
En 1755 et en 1757, Prutky fait deux autres voyages au Caire puis devient aumônier de l'armée florentine. Après une mission en Russie, il meurt à Florence en février 1770.

## Récit
- Travels to Ethiopia and others countries, publié en 1999